# Lažany (Mezno)
Lažany (Duits: Laschan of Laschan bei Mesny) is een Tsjechische plaats in de gemeente Mezno, regio Midden-Bohemen, en maakt deel uit van het district Benešov. Het dorp ligt op 2 kilometer afstand van Mezno.
Lažany telt 35 inwoners (2021).

## Geschiedenis
De eerste schriftelijke vermelding van het dorp dateert van 1318.
In 1960 werd Lažany, samen met Mezno, ingedeeld bij het district Benešov.

## Verkeer en vervoer

### Autowegen
Er leidt een regionale weg naar het dorp.

### Spoorlijnen
Er is geen station in Lažany. Het dichtstbijzijnde station is in Mezno, op één kilometer afstand. Dat station ligt aan spoorlijn 220 (Praag -) Benešov - Tábor - České Budějovice. Het station werd, tezamen met de spoorlijn, in 1871 geopend.

### Buslijnen
Er is één bushalte naast het dorp:
| Halte         | Lijn(en) | Traject(en)                                       | Vervoerder(s)                    |
| ------------- | -------- | ------------------------------------------------- | -------------------------------- |
| Mezno, Lažany | 401 457  | Jindřichův Hradec - Praag-Roztyly Tábor - Miličín | CŠAD Benešov BusLine jižní Čechy |

## Bezienswaardigheden
- Dorpskapel;
- Bijenhouderij.

## Galerij

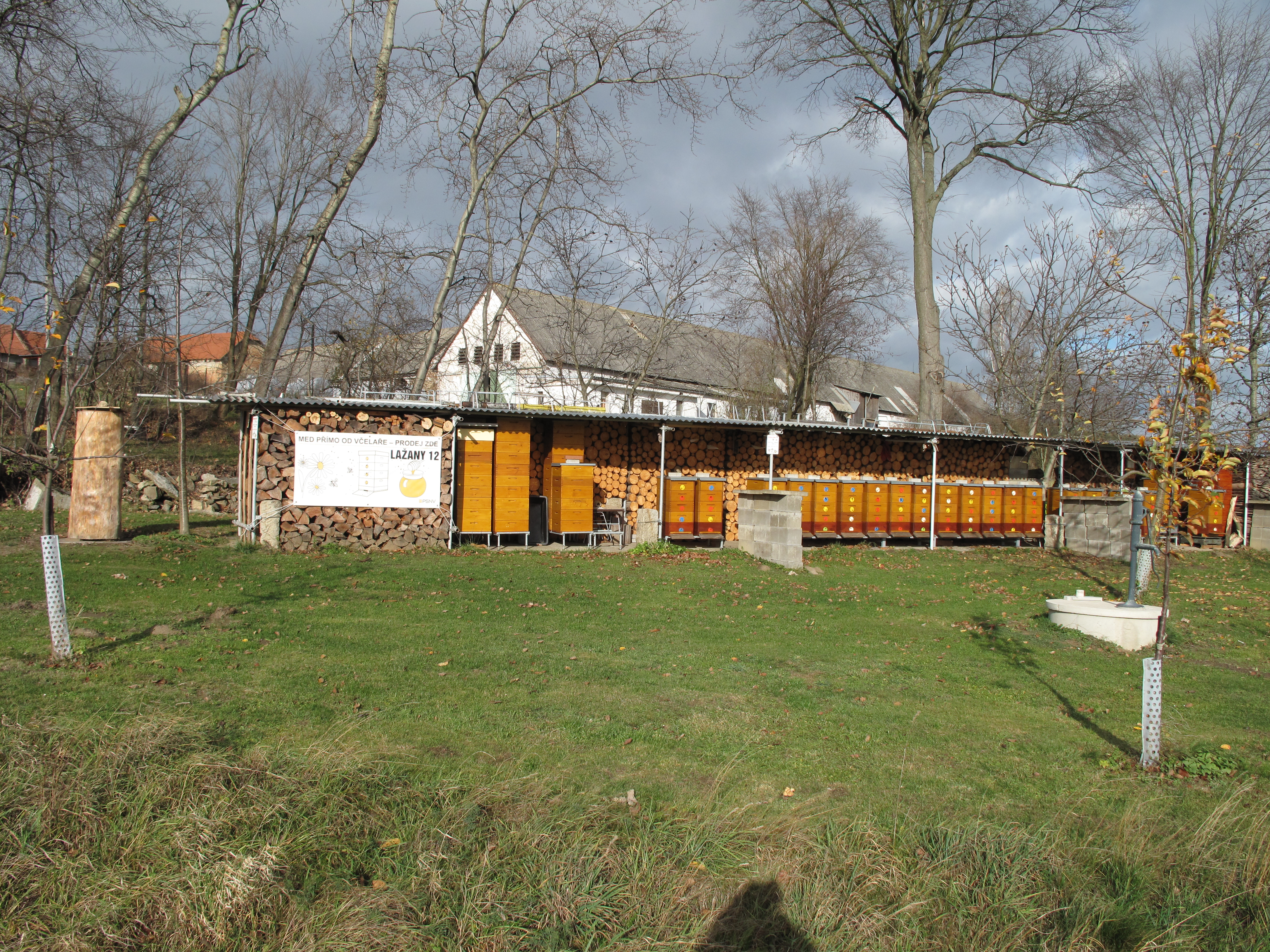
Bijenhouderij (2015)
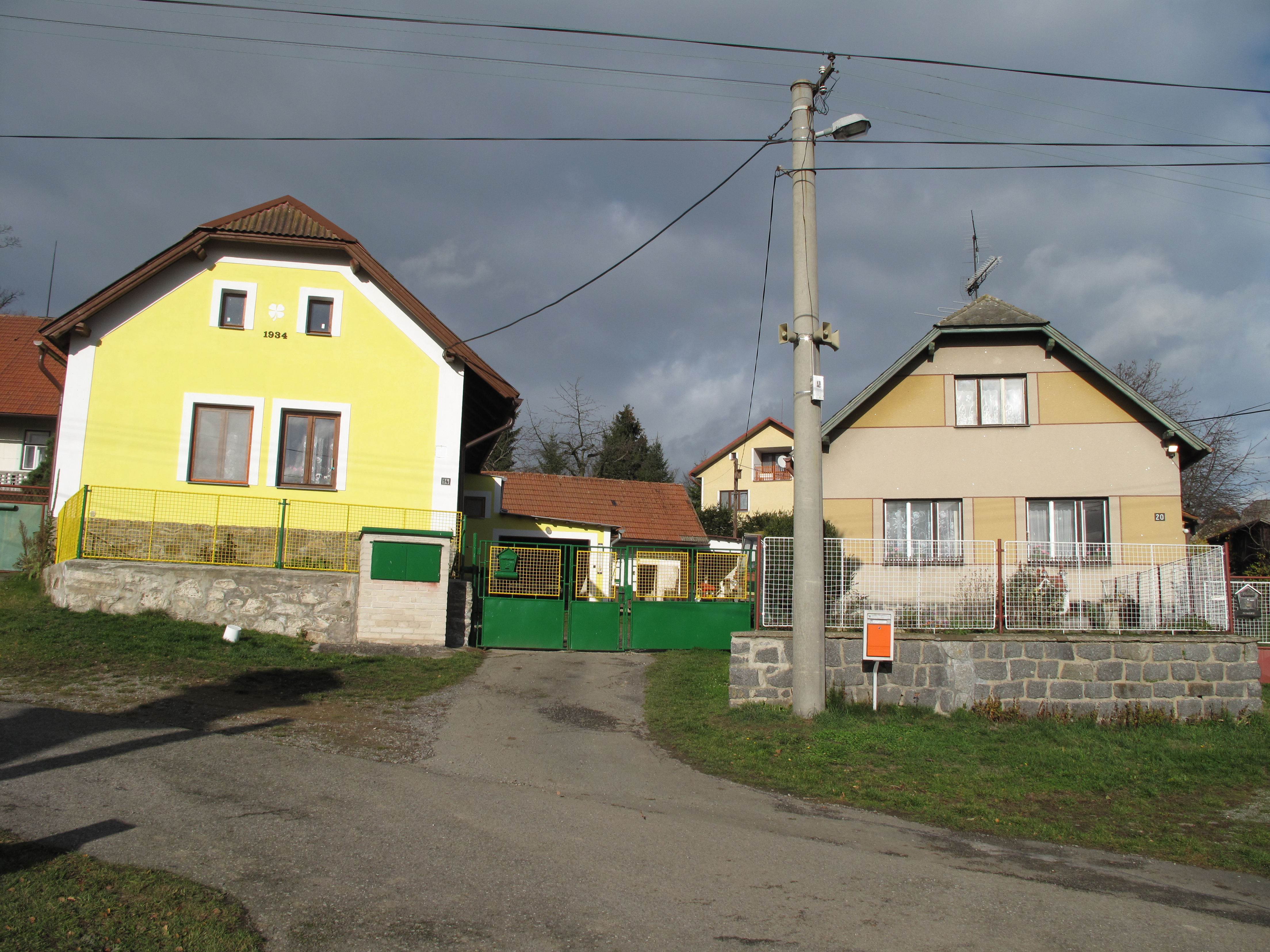
Huizen in het dorp (2015)
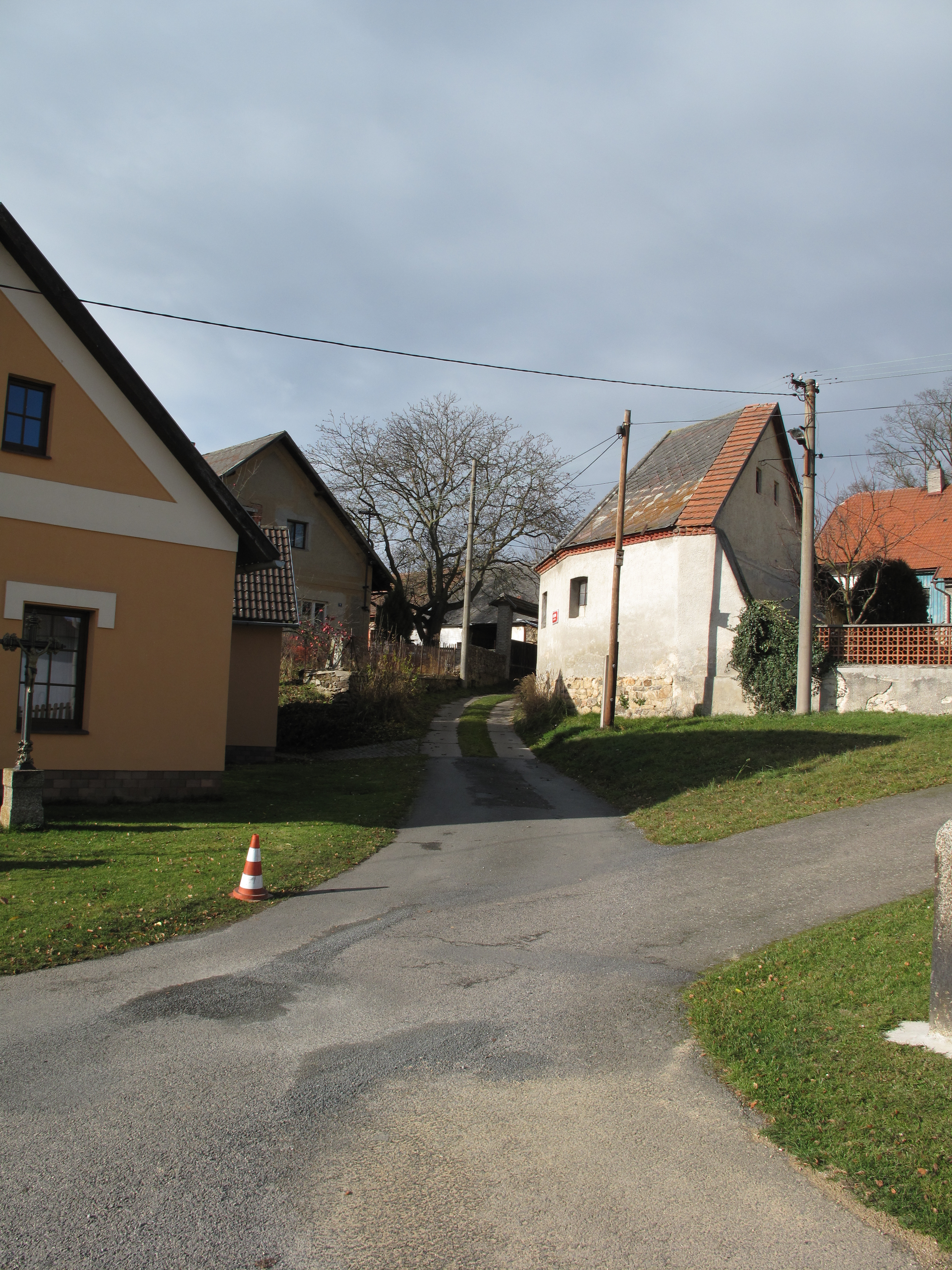
Straat in het dorp (2015)
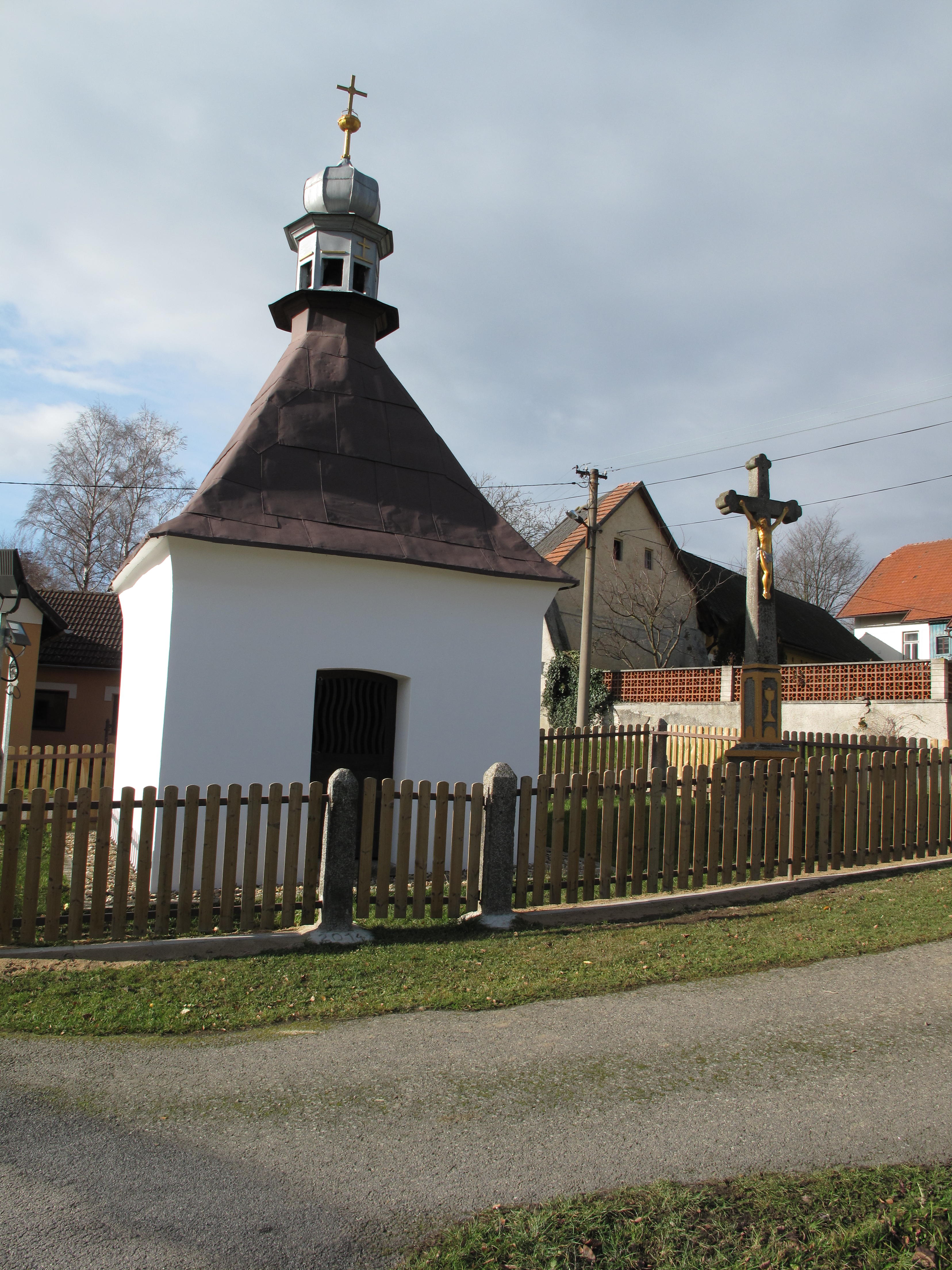
Dorpskapel (2015)